# Fcα/μR
Fcα/μR, còn có tên là CD351 (Cluster of Differentiation 351 hay Cụm biệt hóa 351), là một thụ thể Fc gắn IgM với ái lực cao và IgA với ái lực thấp hơn 10 lần. Ở chuột, thụ thể nằm trên các đại thực bào, tế bào đuôi gai nang, vùng biên và tế bào biểu mô ống thận. Ở người, thụ thể được mô tả là nằm trên tế bào hạ niêm mạc ruột, tế bào Paneth, tế bào đuôi gai nang trong amidan, các đại thực bào hoạt hóa và một số loại trong tế bào B IgD+/CD38+ trung tâm trước mầm.